# Labranzagrande

Localização de Labranzagrande no departamento de Boyacá.

Labanzagrande é um município no departamento de Boyacá, na Colômbia.